# Појенари (Арад)
Појенари (рум. Poienari) насеље је у Румунији у округу Арад у општини Халмађу. Oпштина се налази на надморској висини од 273 m.

## Становништво
Према подацима из 2002. године у насељу је живело 253 становника, од којих су сви румунске националности.